# Сорокін Станіслав Юрійович
Станіслав Юрійович Сорокін (нар. 3 травня 2000) — український футболіст, центральний півзахисник клубу «Дордой».

## Клубна кар'єра
Вихованець молодіжної академії «Динамо». З 2017 року виступав за киян в юніорському чемпіонаті України. Наприкінці травня 2018 року продовжив договір з «Динамо» на півроку, після завершення угоди залишив столичну команду.
Наприкінці лютого 2019 року відправився на перегляд у «Колос», за результатами якого підписав з клубом контракт. У футболці ковалівського клубу дебютував 30 жовтня 2019 року в програному (0:1) домашньому поєдинку 1/8 фіналу кубку України проти полтавської «Ворскли». Сорокін вийшов на поле на 80-й хвилині, замінивши Дениса Костишина. Дебютував у Прем'єр-лізі 14 березня 2020 року в програному (2:4) виїзному поєдинку 23-о туру проти «Олександрії». Станіслав вийшов на поле в стартовому складі, на 35-й хвилині відзначився дебютним голом у дорослому футболі, а на 54-й хвилині його замінив Олег Кожушко. Загалом до кінця сезону зіграв к трьох матчах чемпіонату.
У серпні 2020 року перейшов у першоліговий «Кремінь».

## Кар'єра в збірній
Залучався до матчів юнацької збірної України (U-16). У футболці команди U-16 дебютував 18 січня 2016 року в програному (0:2) виїзному товариському матчі проти однолітків з Туреччини. Сорокін вийшов на поле на в стартовому складі. Єдиним голом за національну команду відзначився 21 січня 2016 року на 25-й хвилині переможного (2:1) домашнього товариського поєдинку проти збірної Норвегії U-16. Станіслав вийшов на поле в стартовому складі, а на 41-й хвилині його замінив Владислав Супряга. У складі юнацької збірної України (U-16) зіграв 4 матчі, в яких відзначився 1 голом.

## Титули і досягнення
- Володар Кубка Мальти (1):

«Гіберніанс»: 2024-25